# 厦门市梧村小学
厦门市梧村小学，簡稱梧小（英語：Xia Men Shi Wu Chun Xiao Xue，簡稱XMWX）位于厦门市思明区，1932年创校，后合并原厦门铁路学校。是一所男女全日制公立小学学校，由厦门市思明区教育局管理。該校現任校長為陈昆榕女士。

## 學校文化

### 歷史及背景
厦门市梧村小学成立于1932年，校址位于竹基公楼。1937年迁至仁尼公，学校更名为梧村国民学校。由于坐落于思明区梧村街道，故落成后以梧村小学命名。随着思明区教育投入的不断加大，梧村小学与铁路学校合并，并沿用梧村小学为原校名。合并后梧村小学成为思明区办学最大规模及设备最为先进齐全的小学。厦门市铁路中学移交期间，厦门市教委因没有起名，导致学校仍保留原校名，后权力下放给区教委，学校更名为“梧村小学初中部”，随着初中毕业生最终毕业，原厦门铁道中学结束。

#### 校训
该校校训是：“知礼 诚信 博学 健体” 

#### 校歌
厦门市梧村小学校歌歌名为《童年，梦想起航》，全部歌词以普通话唱出。

## 學校成就
- 2005年荣获思明区“教育教学质量奖”
- 2006年荣获厦门市第十届“文明学校”
- 2011年荣获全国“文明校园”
- 2015荣获省级示范小学
- 2017荣获市级数学文化组委“活动先进学校”
- 2018年成为福建省第三批“特色学校”
- 2018年荣获全国“文明校园”

## 外部連結
- 思明区教育局梧村小学學校资讯中心[]